# متافیزیک حضور

Metaphysics of presence

متافیزیک حضور (به آلمانی: Metaphysik der Anwesenheit) علم حضوری انسان به خودش، بنیان حضور وی نزد خود و شهود مستقیم هستی است.

## حضور
حضور (به انگلیسی: Presence)، حضور مترادف حضرت است.
حضور به معنی حضرت است. چنان‌که می‌توان گفت در حضرت فلانی (یعنی در حضور فلانی) با او سخن گفتم؛ و نیز حضرت به معنی نزدیکی به چیزی است.
حضرات الهی نزد صوفیان [چند گونه است] مثل حضرت غیب مطلق، حضرت شهادت مطلق، حضرت غیب مضاف و حضرت جامع.

## حضور قلب
حضور امر، یعنی خطور آن در دل و حضور بدیهه، یعنی سرعت آن.
حضور به معنی حضور قلب برای حق،

## ملاصدرا و هایدگر
ملاصدرا، حضور آدمی را نزد خود و هستی خویش را متصل به عالم خارج و یافتن، خود را در میان موجودات و داشتن نسبت خاصی با هستی، به معنای داشتن «عالم» می‌داند.
هایدگر نیز با تکیه بر نسبت خاص انسان با هستی و توانایی انسان بر تفسیر و ارزیابی هستی و فرارفتن از هستی، مسئله حضور و عالمداری را مطرح می‌کند.
بنابراین می‌توان گفت حضور آدمی نزد خود، بنیان عالمداری اوست و از این لحاظ، ملاصدرا و هایدگر مشابهت بسیاری به یکدیگر دارند.